# Месершмит Ме 163 Комет
Месершмит Ме-163 Комет је био њемачки ракетни једносједи ловац из периода Другог свјетског рата, којег је прозводила фабрика Месершмит (Messerschmitt AG).
Без сумње највећи искорак у авијацији Другог свјетског рата у технолошком смислу, и по аеродинамици, брзини и висини лета, авион се показао слабо у борбама. Његов највећи проблем је било опасно, нестабилно и корозивно ракетно гориво, које је понекад експлодирало при вибрацијама или ударима, често при полијетању или слијетању, уз катастрофалне посљедице по авион и пилота.

## Развој
Корени пројекта сежу до 20-их година, са пројектима Алексанера Липиша и пројектима ракетних мотора на текуће гориво на којима се у Немачкој интензивније радило под Хелмутом Валтером од доласка на власт Адолфа Хитлера. Рана авионска истраживања су извођена у ДФС (DFS, Deutsche Forschungsanstalt für Segelflug - њемачки институт за истраживање једрилица) где је први ракетни авион без репа пројектиран као једрилица DFS 194 дрвене грађе. У марту 1938. дизајн је завршен, а у јануару 1939. пројект је пребачен у фабрику Месершмит. Заједно са пројектом у фабрику Месершмит је пребачен и Александер Липиш са 12 својих сарадника који су радили на овом пројекту. Ракетни мотор потиска од 750 kg је тада уграђен у DFS 194 и експерименти су обављени у ракетној бази у Пенеминдеу. Резултати су били задовољавајући, брзина је достигла 550 km/h, а брзина пењања је била фантастична за то време.
Брзо је добијено одобрење за ракетни ловац, а тестови са једрилицом Me 163 В1 (метална варијанта једрилице DFS 194) почињу у пролеће 1941. Све је ишло по плану, брзина и висина лета су стално побољшаване, и на дан 2. октобар 1941, пробни пилот Хајни Дитмар је постигао брзину од 1004 km/h, што је далеко премашивало тадашњи светски рекорд брзине за авионе од око 750 km/h, али се то у то време није смело објавити.
Немачки ловац-пресретач Ме-163, који је у мају 1944. ушао у оперативну службу немачког ратног ваздухопловства, био је један од најнеобичнијих, али уједно и најперспективнијих ловаца на свету. У наредним деценијама развоја ваздухопловства није створен ни један серијски авион који би се могао директно упоредити са овим ловцем.

## Технички опис
Труп авиона је био потпуно металне конструкције, метално рамска консрукција са облогом од алуминијумског лима. Задњи део трупа је био потпуно одвојив тако да се могло несметано приступити мотору. Поред тога на самом трупу је било доста поклопаца који су се лако скидали тако да је било лако сервисирати све делове авиона и опреме, На почетку трупа је била смештена кабина са кокпиттом који су били заштићени предњим оклопом од 15 mm и оклопним стаклом од 90 mm, оклопом за главу и рамена пилота од 13 mm и задњим оклопом седишта од 8 mm. У самом трупу и крилима су се налазили резервоари за гориво у укупној запремини од 2.000 литара. На самом кљуну авиона се налазила турбина (пропелер) која је покретала динамо за производњу струје потребне за рад пумпе за гориво у случају прекида рада мотора у току лета. За стартовање авиона на земљи користио се или спољни акумулатор или уређај за запуштање мотора.
Погонска група је била ракетни мотор на течно гориво. У прве летилице су уграђивани ракетни мотори Walter HWK 109-509A-2 потиска 17 kN, док је касније у модел Me 163B-1 уграђиван мотор   потиска 20,0 kN. С обзиром да је ракетно гориво које се састојало од две компоненте било самозапаљиво и експлозивно кад компоненте дођу у директан контакт, при пуњењу резервоара била је прописана компликована и ригорозна процедура.
Крила су конзолна, самоносива, релтивно велике дебљине и дрвене конструције обложена шперплочама а делови и алуминијумским лимом. Облик крила је трапезаст а у односу на труп авиона положај им је стреласт. Авион према висинском положају крила спада у средњекрилце. Пошто су крила дебела у њих су смештени резервоари за гориво и топови са муницијом, као и уређаји и инсталације за управљање авионом. Крила су оремљена закрилцима и еленорима који су пресвучени платном.
Од репних површина овај авион има само вертикални стабилизатор и кормило правца. Верикални стабилизатор и кормило правца су били трапезоидног облика заобљених ивица. Као носећу конструкцију имају дрвену конструкцију, стабилизатор облогу од шперплоче а кормило од платна.
При полетању овај авион је користио колица са два гумена точка која се одбацују кад се летилица одвоји од тла. При слетању, авион је користио металну санку које испусти из трупа. Испод репа авиона налазио се самоуправљиви гумени  точак.

## Увођење у употребу
Упркос значајном капацитету горива (2000 kg), ефикасност мотора била је врло ниска, тако да је могао радити најдуже само 12 минута; то значи да је пресретач морао бити лоциран непосредно или директно испод ваздушних коридора, којим су се кретали непријатељски бомбардери. До тренутка када је Ме-163 достигао висину од 9.760 метара, остало му је само 6,5 минута горива за оперативан рад то јест напад. У неким случајевима, "Комет" је са пуним резервоарима горива, аеровучом довучен на висину и локацију, након чега је мотор покренут у ваздуху и ловац пресретач је прешао у напад.
Велики проблеми који су пратили увођење авиона у оперативну употребу је био избор погонских материја који су бурно реаговале у директном контакту. Ово је олакшао проблем паљења у комори за сагоревање мотора, али је било веома опасно при свакодневном оперативном раду.
Да ствар буде гора, авион је слетао на трупну скију која се извлачила пред слетање, а точкови су се одбацивали после полетања. Ово је значило да мало грубље слетање доводи до снажног узбуркивања преосталог горива, које би (ако би дошло до контакта) једноставно експлодирало.
Много авиона и пилота је изгубљено на овај начин, и сам пробни пилот прототипа Хајни Дитмар је рањен при удесу приликом рутинског слетања.

## У борби
Око 370 Комета, које су формацијски припадале јединици JG 400 је узело учешће у нападима на америчке бомбардере. Због кратког трајања лета, велике разлике у брзини између Комета и B-17, и топова мале почетне брзине пројектила, било је тешко постићи победу. Укупно 16 савезничких бомбардера је оборено, што није оправдало велике издатке новца и времена за програм Me 163. То су били директни учинци. Међутим, ракетни авион Ме-163 није био овенчан славом победа. Многи авиони су изгубљени због отказа мотора. Многи од њих су уништени у ваздушним биткама. Остатак су заробили савезници и неко време их тестирали у истраживачким институтима ваздухопловних снага земаља победница. То је указивало на то да су његов лет и технички подаци били од интереса.
У годинама када се брзина од 700 - 750 km/h сматрала врло добром за серијске ловце, у Немачкој су дизајнери већ знали шта ће се догодити са ваздухопловима када постигну брзину двоструко или четвороструко већу, како ће се авион понашати у зони брзине звука и далеко иза ње. Све године рата, Немци су, тврдоглаво проводили релевантна истраживања, и то не само теоретска, већ и у лабораторијама и на полигонима. Као резултат тога, они су имали 1944. године, најмање 8 експерименталних млазних авиона, а најмање 7 је било у фази пројектовања. Овоме је сигурно допринео и овај Me 163 авион.

## Даљи развој
Побољшане верзије су укључивале Me 163Ц, са дужим трупом, новим штедљивијим мотором који је омогућавао крстарећи лет са мањим потиском, и даље побољшану верзију са нормалним стајним трапом. Због краја рата остале су на прототиповима.

## Карактеристике
- Me 163 B-1[4]
- Ловац - пресретач
- Посада: Један пилот
- Први лет: 1942.
- Ушао у употребу: 1944.
- Произвођач: Месершмит (Messerschmitt AG)
- Димензије
  - Дужина: 5.70 m
  - Размах: 9.3 m
  - Висина: 2.50 m
  - Површина крила: 19,60
- Масе
  - Празан: 1.905 Kg
  - Оптерећен: 4.110 Kg
  - Максимална полетна маса: 4.310
- Погонска група
  - Мотор: један, ракетни, Валтер HWK 109-509B-1 потиска 20,0 kN, гориво: би-пропелантима - водоник-пероксидом и хидразин и метанол мешавином
  - Рад мотора: највише 12 минута

## Перформансе
- Максимална брзина: 960 Km/h на 10000
- Долет: око 200 Km, радијус мање од 100
- Оперативни плафон: 16.500
- Брзина уздизања: 5.000 m у минути

## Наоружање
- Стрељачко: 
  - 2 топа 30 mm МК-108, са 60 граната сваки
- Ракете:
  - експерименталне ваздух-ваздух

## Сачувани примерци
У европским музејима сачувано је и изложено најмање пет примерака ових авиона. Поред њих постоје примерци који се чувају у Енглеској, Америци, Канади и Аустралији. За потребе Месершмитовог музеја направљена је реплика овог авиона без мотора.